# Els van Rees-Burger
E.J. (Els) van Rees-Burger (Den Haag, 9 oktober 1946) is een Nederlands beeldhouwer, schilder en tekenaar.

## Leven en werk
Van Rees is een dochter van de bouwkundige Bernard (Ben) Burger (1912-1991) en Jacoba Catharina (Corien) Snel (1910-2009). Ze werd opgeleid aan de Haagse Academie van Beeldende Kunsten (1964-1967) en bij Arie Teeuwisse aan de Rotterdamse academie (1967-1969). Nog tijdens haar studie in Den Haag schilderde Van Rees portretten aan het Scheveningse strand. Ze vervolgde haar opleiding in Amsterdam aan de Rijksakademie van beeldende kunsten, waar zij les kreeg van V.P.S. Esser en Paul Grégoire. Esser nam zijn leerlingen jaarlijks mee naar Ameland en maakte portretpenningen van hen, in 1971 maakte hij er ook een van Van Rees. 
Van Rees maakt als beeldhouwer portretten en kleinplastiek. Ze maakte tot in de jaren 80 ook penningen, een klein aantal daarvan is in brons gegoten.
In 1973 was Van Rees een van de acht kandidaten voor het onderdeel vrije beeldhouwkunst bij de Prix de Rome. Een jury bestaande uit Jan Nicolas van Wessem, Esser, Pieter d'Hont, Charlotte van Pallandt en Ek van Zanten beoordeelde de ingezonden beeldhouwwerken, die het begrip water moesten uitdrukken. Zij beloonde van Rees met een gouden medaille voor een moeder met kind, getiteld Het lessen van de dorst, de zilveren erepenning ging naar Geer Steyn, voor zijn verbeelding van een dijkwerker.
Van Rees exposeerde meerdere malen, onder andere samen met oud-klasgenoten Pépé Grégoire, Geer Steyn en Tony van de Vorst in het Atelier Biltstraat 156 van Jan Noyons in Amersfoort. 
- RKD-Nederlands Instituut voor Kunstgeschiedenis: 65944